# Fridays
Fridays es el nombre de un show televisivo estadounidense producido por la cadena ABC que se transmitía semanalmente en las noches de los viernes del 11 de abril de 1980 al 23 de abril de 1982. Combinaba presentaciones musicales en vivo con números de comedia. El programa inicialmente fue lanzado como un intento de la ABC para replicar el éxito del show Saturday Night Live de la NBC.
Uno de los episodios más significativos de la serie fue la parodia de 17 minutos de la película de culto The Rocky Horror Picture Show, con Ronald Reagan (John Roarke) como el Dr. Frank N. Furter (interpretado en la película por el actor Tim Curry) creando al "Republicano Perfecto".

## Directores
Dirigieron a Fridays:
- Bob Bowker
- Tom Kramer
- Paul Miller
- John Moffitt

## Productores
Produjeron a Fridays:
- Jack Burns
- Bill Lee
- Pat Tourk Lee
- John Moffitt

### Invitados Musicales
Hicieron parte del show las siguientes bandas y artistas:
| - AC/DC - Al Jarreau - The Beach Boys - Pat Benatar - The Boomtown Rats - Bonnie Raitt - Boz Scaggs - Jimmy Buffett and the Coral Reefer Band - Kim Carnes - Jim Carroll - The Cars - Chubby Checker - The Clash - Devo - Dire Straits - Eddie Money - The Four Tops - Rory Gallagher - George Thorogood - Heart - Huey Lewis and the News - Ian Hunter y Mick Ronson - The Jam | - Jefferson Starship - Journey - Kenny Loggins - King Crimson - Kiss - Kool and the Gang - The Manhattan Transfer - The Marshall Tucker Band - Paul McCartney - Ted Nugent - The Plasmatics - The Pretenders - Quarterflash - REO Speedwagon - Rockpile - Sister Sledge - Split Enz - Stevie Wonder - The Stray Cats - Tom Petty and the Heartbreakers - The Tubes - Warren Zevon |

## Cancelación
La serie se canceló en 1982 debido a la decisión del canal ABC en expandir la serie Nightline a cinco noches por semana, por lo que Fridays empezó a transmitirse a media noche, lo que redujo dramáticamente su sintonía.